# Чекундинское сельское поселение
Чекундинское се́льское поселе́ние — муниципальное образование в Верхнебуреинском районе Хабаровского края России. 
Административный центр — село Чекунда.

## Население
| 2010 | 2011 | 2012 | 2013 | 2014 | 2015 | 2016 |
| ---- | ---- | ---- | ---- | ---- | ---- | ---- |
| 353  | →353 | ↗356 | ↘339 | ↘319 | →319 | ↘311 |
| 2017 | 2018 | 2019 | 2020 | 2021 |      |      |
| ↘295 | ↗303 | ↘301 | ↘295 | ↗346 |      |      |

## Населённые пункты
В состав поселения входят 3 населённых пункта:
| № | Населённый пункт | Тип             | Население |
| - | ---------------- | --------------- | --------- |
| 1 | Адникан          | разъезд         | →0        |
| 2 | Чекунда          | село            | ↘166      |
| 3 | Эльга            | посёлок станции | ↗180      |